# モリナ・デ・セグラ
モリーナ・デ・セグーラ（スペイン語: Molina de Segura）は、スペイン・ムルシア州のムニシピオ（基礎自治体）。ムルシア都市圏の一部である。

## 地理
セグラ川の左岸にあり、州都ムルシアの北西8kmのところにある。川に寄り添う形であるが、灌漑設備によって土地は乾いている。市内は15の教区に分かれている。

## 歴史
ウマイヤ朝に関連したアラビア語の文書にモリナという地名が記されていた。当時はMulinat as-Sikka, es decirまたはMolina de la Calzadaとして知られていた。 
伝統的に、果物のシロップ漬けやジャム、ジュースの加工品製造が行われてきた。現在製造業は多様化している。